# Komisja Michnika
Komisja do spraw zbiorów archiwalnych Ministerstwa Spraw Wewnętrznych (znana potocznie jako komisja Michnika) – zespół powołany 20 marca 1990 przez Henryka Samsonowicza, ministra edukacji narodowej w rządzie Tadeusza Mazowieckiego, na wniosek Komitetu Doradczego przy Ministerstwie Spraw Wewnętrznych, celem zbadania stanu dokumentacji archiwalnej MSW.

## Geneza
Komitet Doradczy przy MSW powstał w grudniu 1989 decyzją premiera Mazowieckiego z inicjatywy ministra spraw wewnętrznych gen. Czesława Kiszczaka jako organ opiniodawczy, który miał przedstawiać resortowi zalecenia zmian do realizacji. Jego rola w rzeczywistości ograniczała się do wzmacniania zaufania społecznego wobec resortu i dyskutowania problemów pochodzących z opinii publicznej. Na inauguracyjnym posiedzeniu 8 lutego 1990 członkowie komitetu – Tadeusz Bień (Stronnictwo Demokratyczne), Andrzej Celiński (Obywatelski Klub Parlamentarny), Andrzej Gdula (członek rozwiązanej PZPR), Hieronim Kubiak (PZPR), Michał Kurek (PSL „Odrodzenie”), Jerzy Marlewski (Stowarzyszenie „Pax”), Jacek Merkel (OKP) i Jacek Taylor (NSZZ „Solidarność”) – zgłosili postulat „udostępnienia im do wglądu materiałów resortowych”.
W grudniu 1989 w Konstancinie-Jeziornie odnalezione zostały przez mieszkańców ślady niszczenia materiałów archiwalnych MSW. 19 stycznia 1990 sejmowa Komisja Nadzwyczajna do Zbadania Działalności MSW z Janem Rokitą (OKP) na czele nakazała ministrowi Kiszczakowi zbadanie doniesień. 30 stycznia MSW przeprowadziło konferencję prasową, podczas której dyrektor Biura „C”, obejmującego Centralne Archiwum MSW, płk Kazimierz Piotrowski, przekonywał o legalności prowadzonych działań i tłumaczył je reorganizacją aparatu bezpieczeństwa. Przeciw niszczeniu jakichkolwiek materiałów wystąpił wówczas przedstawiciel „Gazety Wyborczej”. 31 stycznia gen. Kiszczak wydał zakaz niszczenia wszelkiej dokumentacji.
20 marca 1990 Komitet Doradczy wystąpił do ministra edukacji Samsonowicza o zorganizowanie zespołu dla zbadania stanu zachowania akt MSW. W skład komisji weszli dyrektor Archiwum Akt Nowych doc. dr hab. Bogdan Kroll (przewodniczący), historycy z PAN prof. Jerzy Holzer i prof. Andrzej Ajnenkiel oraz ówczesny poseł OKP Adam Michnik, redaktor naczelny „Gazety Wyborczej”.
Tłem dla działalności komisji był proces przejmowania zasobu archiwalnego MSW, rozpoczęty przekazaniem od lipca do grudnia 1989 z Centralnego Archiwum MSW (Biuro „C”) do kierowanego przez Krolla Archiwum Akt Nowych materiałów archiwalnych z okresu międzywojennego. Od listopada 1989 do początków 1990 toczył się spór pomiędzy Główną Komisją Badania Zbrodni Hitlerowskich w Polsce – Instytutem Pamięci Narodowej (GKBZHwP–IPN), kierowaną przez wiceministra sprawiedliwości Józefa Musioła, a Naczelną Dyrekcją Archiwów Państwowych (NDAP) z Marianem Wojciechowskim i Danutą Rocką o przejęcie akt sądowych i więziennych dotyczących powojennych procesów politycznych, rozstrzygnięty w praktyce mimo obietnic ze strony ministerstwa na korzyść GKBZHwP–IPN. Od lutego do kwietnia 1990 w rezultacie interwencji NDAP u ministra Samsonowicza archiwa państwowe przeprowadziły wizyty w wojewódzkich urzędach spraw wewnętrznych w sprawie przejęcia akt niewytworzonych przez MSW, co wbrew deklaracjom ministra Kiszczaka również nie przyniosło większych nabytków.
11 kwietnia 1990, przed faktycznym rozpoczęciem prac przez komisję, ukazał się w „Gazecie Wyborczej” artykuł Teczki pełne raportów, w którym wiceminister spraw wewnętrznych Krzysztof Kozłowski wypowiedział się przeciwko ujawnieniu teczek operacyjnych i kartotek dotyczących współpracowników Służby Bezpieczeństwa, przekonując o potrzebie ochrony wskazanych w nich osób przed utratą dobrego imienia i o braku wartości historycznej tych akt. Akta te były ponownie niszczone na wiosnę 1990.

## Prace
Zespół pracował od 12 kwietnia do 27 czerwca 1990 i uzyskał bezpośredni dostęp do archiwów MSW. Odbył osiem posiedzeń, za każdym razem w asyście pracownika archiwum MSW. Ajnenkiel szacował, że prace komisji zajęły łącznie zaledwie kilkanaście godzin.
Pierwsze zebranie odbyło się z zaproszenia ministra Samsonowicza 12 kwietnia 1990 w gabinecie wiceministra Kozłowskiego i komisja sformułowała na nim jednostronicowy dokument apelujący o przestrzeganie wydanego przez MSW 31 stycznia zakazu niszczenia akt, włącznie z zawieszeniem ich brakowania. Pismo to zostało 17 kwietnia przekazane drogą wewnętrzną dyrektorom departamentów MSW i szefom wojewódzkich urzędów spraw wewnętrznych.

Na drugim posiedzeniu 18 kwietnia 1990 komisja spisała znacznie obszerniejsze zalecenia, w których domagała się wyznaczenia komisji złożonej z przedstawicieli MSW, archiwów państwowych i uniwersyteckiego środowiska naukowego do przeprowadzenia archiwalnej kontroli dokumentacji we wszystkich jednostkach MSW, obejmującej jej rekwalifikację i zaopiniowanie dalszego brakowania. Zaapelowała (ponownie) o egzekwowanie zakazu niszczenia akt i o przekazanie do archiwów państwowych dokumentacji zbędnej do celów bieżących. Postawiła wniosek o zaprojektowanie nowego resortowego wykazu akt, który podejmowała się ocenić, i nowych resortowych przepisów kancelaryjnych i archiwalnych we współpracy z NDAP. Przewidziane w dokumencie działania 

powinny mieć na celu wyłącznie zabezpieczenie i zachowanie znajdujących się w posiadaniu Resortu Spraw Wewnętrznych materiałów archiwalnych (dokumentów o trwałej wartości źródeł historycznych) oraz zapobieżenie przedwczesnemu brakowaniu dokumentacji niearchiwalnej i nie mogą prowadzić do naruszenia rzeczywistej tajemnicy państwowej i służbowej ani naruszenia czyichkolwiek praw i interesów osobistych.

W okresie działania komisji, pod koniec kwietnia 1990, wiceminister spraw wewnętrznych Krzysztof Kozłowski, działając na podstawie informacji od wiceprokuratora generalnego Aleksandra Herzoga, zabezpieczył akta dotyczące sprawy Grzegorza Przemyka interweniując osobiście w Komendzie Głównej Milicji Obywatelskiej.
11 maja 1990, dzień po rozwiązaniu Służby Bezpieczeństwa zarządzeniem ministra spraw wewnętrznych nr 043/90, komisja (bez udziału Holzera) przekazała swoje zalecenia z 18 kwietnia ministrowi Kiszczakowi jako „wskazane w celu zabezpieczenia materiałów archiwalnych” MSW, a także ministrowi Samsonowiczowi i wiceministrowi Kozłowskiemu. Donosiła zarazem, że „po otrzymaniu z Centralnego Archiwum MSW roboczego projektu nowelizacji resortowego wykazu akt rozpoczęła przeprowadzanie ekspertyzy dokumentacji znajdującej się w Ministerstwie”. Tego samego dnia Kiszczak nakazał zapoznać kierownictwo MSW z przesłanymi propozycjami, co wykonał gen. Stefan Stochaj przesyłając pismo do wiceministra Kozłowskiego, gen. Henryka Dankowskiego, gen. Zbigniewa Pudysza, płk. Leszka Lamparskiego, gen. Zdzisława Sarewicza, płk. Zbigniewa Gedego i płk. Jerzego Karpacza. Na postulaty komisji odpowiedział 25 maja komendant główny Policji Lamparski, który zgłosił jedno zastrzeżenie, domagając się wydzielenia dokumentacji spraw kryminalnych do oceny pojedynczego członka zakładanych komisji archiwalnych i motywując to zabezpieczeniem współpracowników Policji przed dekonspiracją i zemstą ze strony środowisk przestępczych.
Zakres i charakter materiałów udostępnionych komisji nie jest znany, ponieważ zgodnie z relacją Ajnenkiela nie był rejestrowany – kwestia ta stała się przedmiotem kontrowersji. Według relacji Holzera członków komisji nie dopuszczono do akt wytworzonych przez Departament I MSW (wywiad) ani do teczek personalnych funkcjonariuszy i tajnych współpracowników. Według innych informacji wobec odmowy dostępu do akt wywiadu skoncentrowali się na aktach Departamentu III (walka z działalnością antypaństwową wewnątrz kraju).
5 czerwca 1990 wiceminister spraw wewnętrznych Jan Widacki poinformował w Sejmie podczas posiedzenia Komisji Nadzwyczajnej do Zbadania Działalności MSW, że Centralne Archiwum MSW zostanie przekazane Urzędowi Ochrony Państwa. Na tym samym posiedzeniu przedmiotem dyskusji było podpalenie mieszkania i śmierć żony dziennikarza „Gazety Wyborczej” Jerzego Jachowicza, który pisał o niszczeniu akt i o zabójstwie Przemyka, w kwietniu 1990.

## Okres końcowy
19 czerwca 1990 przewodniczący komisji Kroll przesłał do redaktorów „Gazety Wyborczej”, „Rzeczpospolitej” i „Życia Warszawy” oraz do Polskiej Agencji Prasowej notatkę z prac komisji. 20 czerwca „Gazeta Wyborcza” opublikowała artykuł Akta warte historii, informując, że komisja żąda dodatkowej weryfikacji zbiorów archiwalnych MSW przez komisje złożone z przedstawicieli MSW, archiwów państwowych i uniwersyteckiego środowiska naukowego. Tekst stwierdzał, że komisja dopilnuje ochrony akt przez zniszczeniem. Kroll zwrócił uwagę Michnikowi w napisanym tego samego dnia liście, że zabezpieczenie dokumentacji leży wyłącznie w gestii MSW: 

jak Pan Redaktor sam wie najlepiej, Komisja nie ma zadania, zamiaru, ani – przede wszystkim – możliwości dopilnowania, by dokumenty nie były nadal w Resorcie Spraw Wewnętrznych niszczone.

Komisja zakończyła działalność 27 czerwca 1990 składając kilkustronicowy raport końcowy zatytułowany Sprawozdanie i wnioski, który wnioskował o powołanie komisji do szczegółowej oceny zasobu MSW na szczeblu centralnym i wojewódzkim, a także o przekwalifikowanie części dokumentacji niearchiwalnej do kategorii A i przedłużenie okresu przechowywania innej jej części, wskazując przykłady proponowanych zmian w załączniku. Raport ponowił żądanie przekazania przez MSW do archiwów państwowych wszystkich materiałów o pozaresortowej proweniencji. Spośród członków komisji sprawozdania nie podpisał Holzer. 28 czerwca Kroll przekazał raport ministrom Samsonowiczowi, Kiszczakowi i Kozłowskiemu, a 12 lipca minister Samsonowicz zwrócił się do ministra Kozłowskiego o ustosunkowanie się do sprawozdania, przewidując „wykonanie wspólnych ustaleń” przez NDAP po otrzymaniu odpowiedzi. Nie zachował się ślad dalszych działań NDAP ani MEN w tej sprawie.

## Kontrowersje
Poufny dokument z 1992 (opublikowany w niesygnowanej żadnym nazwiskiem publikacji w 1996) określił tryb działania komisji jako „rażące naruszenie form posługiwania się materiałami operacyjnymi”. Według zawartego tam twierdzenia wypowiedzi publiczne członków komisji świadczyły o tym, że mieli dostęp do akt osobowych agentów UB i współpracowników SB.
Krzysztof Wyszkowski i Antoni Macierewicz utrzymywali współcześnie, że członkowie komisji wykorzystali okres dostępu do archiwum MSW do przejrzenia interesujących ich teczek personalnych i zdobycia kompromitujących materiałów na użytek polityczny. Macierewicz powoływał się przy tym na informacje asystujących komisji (według Ajnenkiela nieodłącznie) pracowników MSW, według których członkowie komisji wynosili teczki poza archiwum, a Wyszkowski określał prace komisji „kwerendą” i wskazywał na brak raportów z prac komisji i na niedochowanie procedur dostępu do tajnej dokumentacji. Michnikowi zarzucano sprawdzenie zawartości teczek Andrzeja Drawicza, Dariusza Fikusa i Lesława Maleszki. Tomasz Kozłowski wskazuje, że wrażenie takie stworzył już artykuł Jerzego Jachowicza w „Gazecie Wyborczej” z 13 kwietnia 1990, zgodnie z którym członkowie komisji „przeglądali teczki z aktami obecnych liderów »S« zawierające materiały o ich działalności do grudnia 1988 r.” (Ajnenkiel zaprzeczał później, że oglądał jakiekolwiek teczki personalne). Macierewicz zarzucił Ajnenkielowi, że jeszcze w 1993 przyznawał, że komisja miała dostęp do materiałów kontrowersyjnych lub istotnej rangi. Macierewicz podnosił też fakt, że Holzer był w przeszłości informatorem SB.
Określenie „komisja Michnika” pojawiło się w związku z teorią spiskową Wyszkowskiego mówiącą, że komisja została powołana formalnie przez ministra Samsonowicza w rezultacie wybiegu wiceministra Kozłowskiego wyłącznie jako przykrywka dla udzielenia Michnikowi dostępu do tajnych archiwów. W 2005, w kontekście listy Wildsteina, Holzer określił przekonanie, że była to „komisja Michnika”, mitem i stwierdził, że Michnik „najmniej ze wszystkich członków udzielał się w pracach”. Samsonowicz utrzymywał, że komisja była jego własną inicjatywą i podkreślał historyczne wykształcenie Michnika. Wyszkowski wspominał natomiast, że dowiedział się o rzekomej mistyfikacji od sekretarki w MEN na krótko przed zakończeniem prac komisji, które miało nastąpić pod wpływem jego wizyty. Wspominał też, że wiosną 1990. W swojej biografii Michnika z 2021 Roman Graczyk powtórzył teorię Wyszkowskiego, pisząc, że „Andrzej Ajnenkiel, Jerzy Holzer i Bogdan Kroll byli swego rodzaju parawanem dla wpuszczenia tam Adama Michnika – jedynego w tym gronie człowieka o wysokiej pozycji politycznej i o wielkich politycznych ambicjach, za to bez wiedzy z zakresu archiwistyki”. W ocenie Antoniego Dudka milczenie Michnika, który opowiedział się później publicznie przeciwko lustracji, na temat prac komisji przyczyniło się do wypaczenia ich obrazu.
Wyszkowski formułując swoją teorię na łamach „Tygodnika Solidarność” miał podważyć legalność działania komisji. Interpelację poselską o wyjaśnienie trybu prac komisji wniósł 27 listopada 1998 poseł Mariusz Kamiński, powołując się na opublikowany w Gazecie Wyborczej dwa tygodnie wcześniej artykuł pt. I ty zostaniesz konfidentem. Tekst ten w formie wywiadu z byłym oficerem operacyjnym Służby Bezpieczeństwa podawał argumenty przeciwko ujawnieniu materiałów archiwalnych dotyczących współpracowników SB. Zawierał stwierdzenie, że archiwa były niszczone już od 1988 i że po 1990 „buszowali w nich politycy i lustratorzy Antoniego Macierewicza”.
Zdaniem Antoniego Dudka komisja była demonizowana. Inny historyk, Tomasz Kozłowski, określił podejrzenia narosłe wokół prac komisji „czarną legendą”. Sformułowania takiego użył we wspomnieniach wydanych w 2013 Holzer.